# Ērģeme (pagasts)
Ērģeme (łot. Ērģemes pagasts) − jedna z jednostek administracyjnych novadsu Valka na Łotwie. Leży przy granicy z Estonią. Jej siedziba mieści się we wsi Ērģeme.

## Geografia
Rzeki: Acupīte, Ērgļupīte, Oļupe, Õhne (głównie w Estonii), Pedele, Rikanda, Seda, Žukupe.
Jeziora: Kukris, Valdis, Bērzu, Rūķis.

## Historia
Pierwsza pisemna wzmianka o parafii pochodzi z 1323. Odbyło się to podczas dyskusji w sprawie zawarcia pokoju z Wielkim Księstwem Litewskim.
Leżą tu ruiny wieży.